# Trophée Portus Amanus
Le Trophée Portus Amanus (Trofeo Portus Amanus en castillan) est une régate d'aviron en banc fixe qui avait lieu chaque année à Castro-Urdiales, en Cantabrie.

## Palmarès
| Édition | Année | Vainqueur       | Second          | Troisième       |
| ------- | ----- | --------------- | --------------- | --------------- |
| I       | 1971  | --              | --              | --              |
| II      | 1972  | --              | --              | --              |
| III     | 1973  | --              | --              | --              |
| IV      | 1974  | Kaiku 2         | Castro-Urdiales | Ur-Kirolak      |
| V       | 1975  | Castro-Urdiales | Santander       | Hernani         |
| VI      | 1976  | Castro-Urdiales | Hernani         | Kaiku           |
| VII     | 1977  | Hernani         | Santurtzi B     | Castro-Urdiales |
| VIII    | 1978  | Kaiku           | Santurtzi       | Castro-Urdiales |
| IX      | 1979  | Santurtzi       | Kaiku           | Pedreña         |
| X       | 1980  | Algorta         | Santurtzi       | Kaiku           |
| XI      | 1981  | Kaiku           | Santurtzi       | Castro-Urdiales |
| XII     | 1982  | Zumaia          | Orio            | Santurtzi       |
| XIII    | 1983  | Kaiku           | Zumaia          | Orio            |
| XIV     | 1984  | Zumaia          | Orio            | Zierbena        |

### Sources
- (es) Cet article est partiellement ou en totalité issu de l’article de Wikipédia en espagnol intitulé « Trofeo Portus Amanus » (voir la liste des auteurs).